# Valle de Santa Ana
Valle de Santa Ana es un municipio español, perteneciente a la provincia de Badajoz (comunidad autónoma de Extremadura).

## Situación
Se encuentra junto a Valle de Matamoros sobre una orografía accidentada en las cercanías de Jerez de los Caballeros. Pertenece a la comarca de Sierra Suroeste y al Partido judicial de Jerez de los Caballeros.
Tiene una densidad alta (321,08 hab/km²) en un reducido ámbito territorial de 383 hectáreas segregado del de Jerez de los Caballeros, que lo rodea por completo.

## Historia
Según los cronistas históricos, hay dos teorías sobre el origen de esta localidad.
Algunos conectan el origen del núcleo con el asentamiento de algunos moradores en torno a una vieja ermita dedicada a Santa Ana, existente en ese lugar desde época remota, de la que derivaría el topónimo de la población que se consolidó a su amparo. Otros, por su parte, estiman que el enclave resulta de aparición más moderna (allá por los siglos XVII - XVIII), atribuyendo su fundación, bajo el nombre de Valle del Pino, a ciertas familias jerezanas, que buscaron refugio en tal lugar, huyendo de una epidemia que asoló esta ciudad.
El párroco de la localidad, Pedro Ximenez Burguillos, realiza en 1798 una curiosa descripción del asentamiento, consignando que, "esta aldea se compone de veynte y tres barrios, tan distantes unos de otros que ni es lugar ni es billa, y es más grande que Sevilla, pues su circunferencia es de algo más de media legua". Hace referencia tan singular explicación a la existencia de diferentes grupos de casas separadas entre sí por huertas, olivares, e incluso áreas de monte. Esta misma realidad es reflejada todavía por fuentes de la centuria pasada. Y aún en la actualidad existen barrios muy alejados del núcleo central del poblado.
En 1594 formaba parte de la provincia León de la Orden de Santiago figurando como Xerez de Badajoz, el Valle de Matamoros y el lugar de Santa Ana conjunto que agrupaba a 1963 vecinos pecheros.
A la caída del Antiguo Régimen la localidad se constituye en municipio constitucional en la región de Extremadura. Desde 1834 quedó integrado en el Partido judicial de Jerez de los Caballeros. En el censo de 1842 contaba con 390 hogares y 1406 vecinos.

## Demografía
Valle de Santa Ana cuenta con una población de 1107 habitantes (INE 2024).
| Gráfica de evolución demográfica de Valle de Santa Ana entre 1842 y 2021                                              |
| |
| Población de derecho según los censos de población del INE. Población de hecho según los censos de población del INE. |

## Patrimonio
Iglesia parroquial católica bajo la advocación de Santa Ana, en la Archidiócesis de Mérida-Badajoz. Destaca el púlpito de granito por su peculiar construcción y por el lugar en donde se encuentra, ya que se encuentra empotrado sobre la fachada de una casa. 

### Monumentos
Aunque el atractivo principal del enclave reside en las hermosas panorámicas que ofrece desde las alturas próximas o desde el mismo interior del caserío, posee también esta localidad construcciones dignas de mención como la iglesia parroquial de Santa Ana, de estilo gótico mudéjar, realizada en el siglo XVI, de indudable interés, correspondiente al tipo de pequeño templo rural conectable con la arquitectura popular. Se compone de tres naves de acusada espacialidad sobre arcos graníticos, con cabecera triple, capilla mayor cupulada y edículo semejante a una torre fachada exterior. 
Sobre la fachada de una casa situada frente a la parroquia, aparece empotrado en el muro hacia el exterior, en insólita disposición, un intrigante púlpito de mármol construido en el siglo XVIII, dentro ya de las tendencias barrocas. 
Las ermitas de San Gregorio y del barrio de la Concepción, la primera totalmente demolida para la construcción de un camino, y la segunda, burdamente reconstruida formaban parte de su patrimonio arquitectónico desaparecido.
Igualmente, son destacables varias fuentes: La Fuente de Juan Vázquez (quizá la más antigua de la localidad, y usada antiguamente antes de que en las viviendas hubiese agua corriente), la fuente de la calle Constitución, la fuente del Avellano, la fuente de los Avariegos, la fuente de los Salgueros, la fuente del Pocito y la fuente de Chajarí.
El pozo de la calle Díaz y Ponces, está construido en granito y cubierto por una cúpula semiesférica adornada por una imposta de cuarto de circunferencia. 
El Molino de Amadeo recogía el agua del arroyo que cruza la carretera de Jerez de los Caballeros, proveniente de Los Salgueros y Avariegos, vertiéndola después de usada al Arroyo de los Molinos. De él, actualmente, sólo se conserva la piedra de la solera y la cubeta de recogido del producto molido, así como restos del muro que conducía el agua hasta el molino (en la parte de atrás).
Muy cercana al pueblo se encuentra la Gruta Rubiales (actualmente en fase de estudio espeleológico), excavada en zona calcárea, de la que se conoce su interior de estalactitas y cámaras subterráneas que cruzan toda la población, y que fue objeto de una de las expediciones lúdico-deportivas de 1982-1983 llamadas operaciones Piraña.
Su patrimonio natural destaca por encima de todo, con unos paisajes irrepetibles y una vegetación que solo podemos encontrar en los Valles (Santa Ana o Matamoros).

## Fiestas y costumbres
Destacan en sus fiestas, el día de su patrona, Santa Ana, y la Romería del Palancar.

## Deportes
El equipo de fútbol del pueblo se llama C.D. VADESA, el cual milita en la primera división regional